# Гебольтскирхен
Гебольтскирхен (нем. Geboltskirchen) — коммуна (нем. Gemeinde) в Австрии, в федеральной земле Верхняя Австрия. 
Входит в состав округа Грискирхен.  Население составляет 1390 человек (на 31 декабря 2005 года). Занимает площадь 17 км². Официальный код  —  40807.

## Политическая ситуация
Бургомистр коммуны — Алойс Кастнер (АНП) по результатам выборов 2003 года.
Совет представителей коммуны (нем. Gemeinderat) состоит из 19 мест.
- АНП занимает 9 мест.
- СДПА занимает 7 мест.
- Партия ULG занимает 2 места.
- АПС занимает 1 место.